# عباس شاپوری
عباس شاپوری (زادهٔ ۱۷ تیر ۱۳۰۲ – درگذشتهٔ ۱۷ اسفند ۱۳۸۴) آهنگساز و  نوازندهٔ ویولن اهل ایران بود.

## زندگی‌نامه
عباس شاپوری در سال ۱۳۰۲ در تهران به دنیا آمد. پدرش از علاقه‌مندان موسیقی بود و استادان مشهور موسیقی به خانه آن‌ها رفت‌وآمد داشتند.
عباس از کودکی آموختن موسیقی را نزد استادانی مانند:ابوالحسن صبا، حسین یاحقی، حسین هنگ‌آفرین و اسماعیل زرین‌فر آغاز کرد. شاپوری از سال ۱۳۲۰ همکاری خود را با رادیو آغاز کرد؛ و برای ارکسترهای رادیو آهنگ می‌ساخت و تنظیم می‌کرد. در سال ۱۳۲۵ ترانه گیلانی «گل پامچال» را برای بانو عزت روحبخش تنظیم و ضبط کرد. این همکاری منجر به آشنایی و ازدواج او با خواهرزادهٔ این هنرمند یعنی پوران شد.
شاپوری مدت ۱۰ سال بهترین آثارش را برای صدای این خواننده ساخت و تنظیم کرد. شاپوری از دهه ۱۳۳۰ تا ۱۳۵۰ با برنامه گلها در رادیو همکاری داشت گرچه هیچ‌یک از آهنگ‌های او در این برنامه اجرا یا پخش نشد ولی روی دیگر موسیقی‌دانان تأثیر به سزایی داشت. او سال‌ها رهبر ارکستر شماره ۴ رادیو بود.
از اوایل دهه ۱۳۵۰ شاپوری به تدریج انزوا گزید، اما تا سال‌های آخر عمر، به‌طور جدی کار ساخت و تعمیر ساز را پیگیری کرد و بسیاری از نوازندگان مشهور برای تهیه و تعمیر ساز با او مشورت می‌کردند. او در هفدهم اسفند ۱۳۸۴ درگذشت و در قطعه هنرمندان به خاک سپرده شد.